# Ampanefena
Ampanefena is een plaats en commune in het noordoosten van Madagaskar, behorend tot het district Vohemar dat gelegen is in de regio Sava. Een volkstelling schatte in 2001 het inwonersaantal op ongeveer 19.000. De plaats biedt enkel lager onderwijs en beperkt middelbaar onderwijs aan. 98% van de bevolking werkt als landbouwer en 1% houdt zich bezig met veeteelt. De belangrijkste landbouwproducten zijn koffie, rijst en vanille. Verder is 0,5% actief in de dienstensector en heeft 0,5% een baan in de industrie.

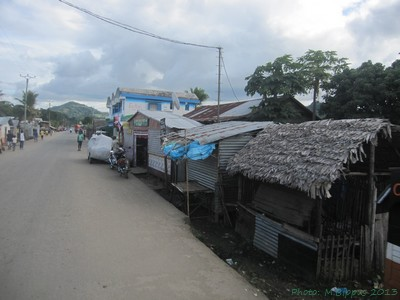